# شيرلي دوغلاس
شيرلي دوغلاس (2 أبريل 1934-6 أبريل 2020) ممثلة سينمائية وتلفزيونية وناشطة كندية. نشطت في حركة الحقوق المدنية، وبلاك بانثر في الولايات المتحدة، وفي نظام الرعاية الصحية العامة في كندا. أشهر أفلامها فيلم (لوليتا) للمخرج ستانلي كوبريك. وهي خريجة الأكاديمية الملكية للفنون المسرحية في لندن. توفيت في 6 أبريل 2020 بسبب التهاب رئوي عن عمر ناهز الـ 86 عام.

## النشاط
انتقلت دوغلاس إلى لوس أنجلوس بكاليفورنيا في عام 1967، بعد زواجها من الممثل الكندي دونالد سوذرلاند. وخلال ذلك الوقت انضمت إلى حركة الحقوق المدنية في الولايات المتحدة، وناهضت الحرب على فيتنام، ونشطت في حقوق المرأة. ألقي القبض عليها بتهمة حيازة متفجرات غير مسجلة في عام 1969، سجنت لمدة خمسة أيام وعلى إثر الحادثة رفضت الحكومة الأمريكية أن تمنحها تصريحا للعمل في الولايات المتحدة، وغادرتها إلى تورنتو في عام 1977. ثم رفضت القضية من قبل المحكمة وتمت تبرئتها. نشطت في كندا لتأييد نزع السلاح النووي، وهي من أبرز الناشطين لصالح نظام الرعاية الصحية العامة.